# Der unsterbliche Alchemyst

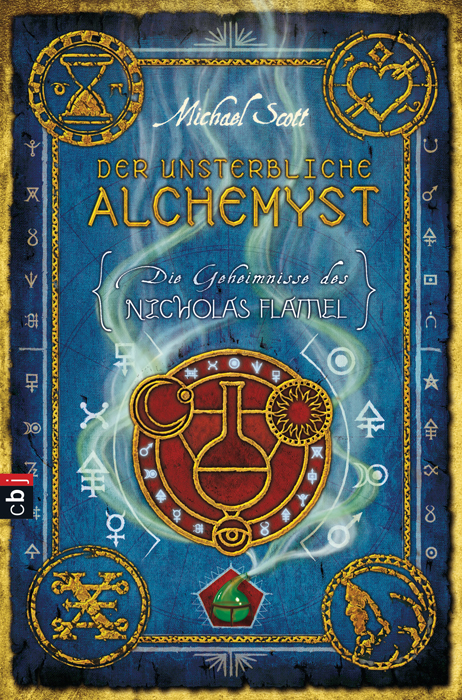
Cover der deutschen Erstausgabe

Der unsterbliche Alchemyst (Originaltitel: The Secrets of the Immortal Nicholas Flamel – The Alchemyst) ist ein Fantasyroman des irischen Autors Michael Scott aus dem Jahr 2007 und bildet den ersten Teil der Reihe Die Geheimnisse des Nicholas Flamel. Die deutsche Ausgabe wurde von Ursula Höfker übersetzt und ist am 4. Februar 2008 im cbj-Verlag erschienen.

## Aufbau

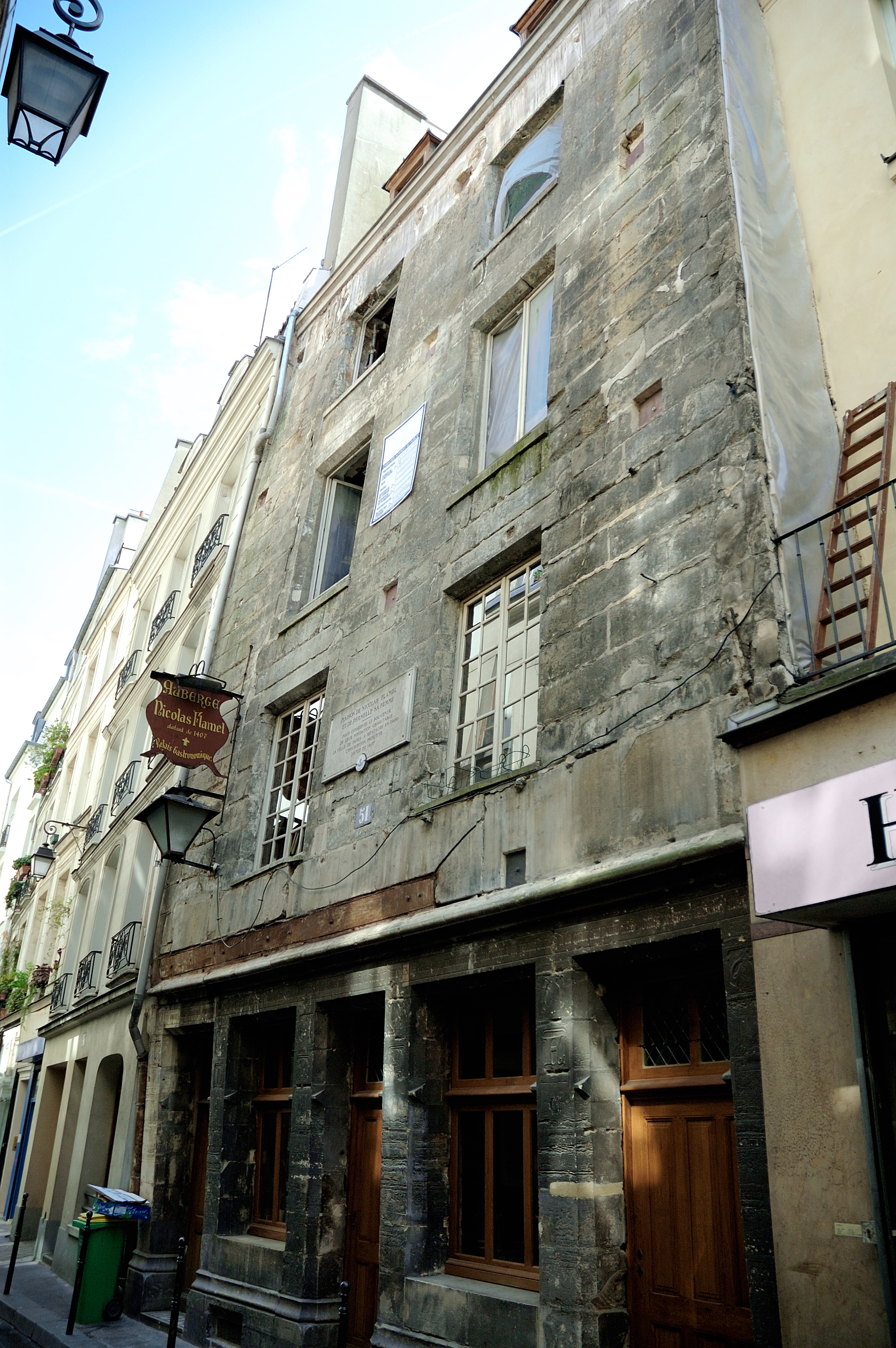
Im Haus von Nicholas Flamel in Paris kam dem Autor die Idee, den Alchemisten zum Protagonisten zu machen

Das Buch hat 416 Seiten und besteht aus einem Vorwort Nicholas Flamels („aus dem Tagebuch von Nicholas Flamel, Alchemyst“), 41 Kapiteln (datiert auf Donnerstag, 31. Mai), einer „Anmerkung des Autors“, in der Michael Scott von der Entstehung dieser Serie berichtet, und einer Danksagung. Zusätzlich wurde vor der Danksagung das erste Kapitel des zweiten Bandes eingefügt. Die Widmung des Buches lautet:

„Natürlich für Claudette
iamque opus exegi“

„und schon habe ich das Werk ausgeführt“

## Titel
Der Titel bezieht sich auf Nicholas Flamel, den Protagonisten der Serie. Der Begriff „Alchemyst“ ist bewusst falsch geschrieben, da es eine alte englische Schreibweise darstellt. Im Deutschen ist die Schreibung nicht korrekt, wurde aber vom Original übernommen. Auch im Buch ist im Zusammenhang mit Nicholas Flamel immer die Rede vom „Alchemyst“.

## Handlung

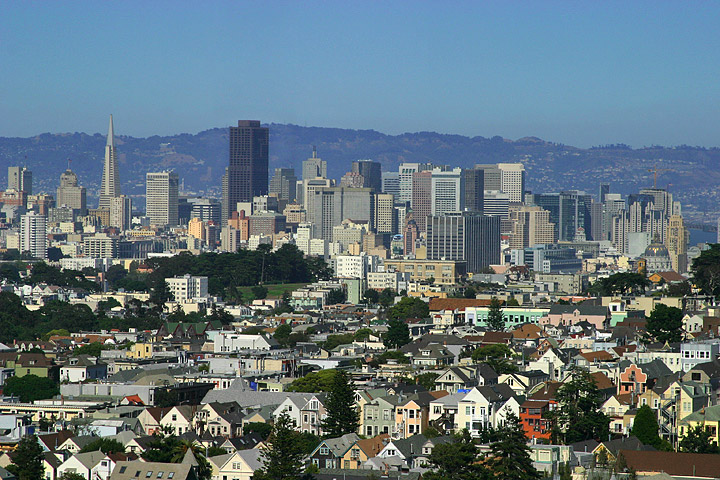
In San Francisco leben Nicholas und Perenelle Flamel unerkannt als Buchhändler

Der fünfzehnjährige Josh Newman spart bereits mit seiner Zwillingsschwester Sophie auf sein erstes Auto und arbeitet deshalb im Sommer in Nick Flemings Buchhandlung in San Francisco. Sie arbeitet in dem gegenüberliegenden Café, der „Kaffeetasse“.
Ungläubig können die beiden beobachten, wie Nick Fleming mit bloßer Magie im Buchladen gegen einen Unbekannten kämpft. Dem Unbekannten gelingt es, dem Buchhändler ein Buch zu entwenden. Noch dazu wird Flemings Frau Perry entführt.
Fleming erzählt den Zwillingen nun nach und nach die ganze Vorgeschichte, vom Codex, den Älteren und davon, dass er der unsterbliche Alchemist Nicholas Flamel und der Unbekannte vorhin Dr. John Dee gewesen sei, der es endlich geschafft habe, den Codex in seine Gewalt zu bringen. Josh ist es jedoch gelungen, einige Seiten aus dem Codex zu reißen, ohne die das Buch für die Älteren nutzlos ist.
Da eine Rückkehr Dees zu befürchten ist, taucht Flamel mit den Zwillingen bei einer alten Bekannten aus der Zweiten Generation, Scathach, unter. Nach einem Kampf mit mutierten Ratten und Golems fliehen die vier in einem Geländewagen, den Josh steuern muss, da weder Flamel noch Scathach Auto fahren können. Nach einem erneuten Angriff von Dienern der Älteren, diesmal Krähen, auf der Golden Gate Bridge verstecken sie sich alle im Schattenreich der neutral gestimmten Göttin mit den drei Gesichtern, Hekate. Dort erklärt Flamel der Göttin, dass Josh und Sophie die legendären Zwillinge seien und Hekate deren Zauberkräfte erwecken müsse, da sie sonst keine Überlebenschance hätten. Die Zwillinge unternehmen unterdessen einen vergeblichen Fluchtversuch aus dem Schattenreich, da sie mit der ganzen Sache nichts zu tun haben wollen.
Zusammen mit der Älteren Bastet, die eine Katzenarmee aufgestellt hat, greift John Dee Hekates Schattenreich an. Scathach verteidigt das Reich zusammen mit Hekates Armee. Hekate beginnt schließlich mit der Erweckung der Zwillinge, schafft es aber nur, Sophie zu erwecken, da die Göttin von Dee mit seinem Schwert Excalibur getötet wird. Wieder fliehen Flamel, Scathach und die Zwillinge. Mit Dees Wagen fahren sie nach Ojaj (Kalifornien), wo Scathachs Großmutter, die Hexe von Endor, lebt. Diese soll Sophie ihr Wissen vermitteln, damit sie ihre neu erweckten Kräfte besser nutzen kann. Zusätzlich soll sie sie in der Luftmagie unterweisen. Dee versucht, Josh für sich zu gewinnen, der nach der Erweckung seiner Schwester Eifersucht wegen ihrer besonderen Fähigkeiten empfindet, und hetzt eine Totenarmee auf Flamel. Doch Josh gelingt es, ihn abzulenken. Zusammen mit seiner Schwester, Flamel und Scathach betritt er ein Krafttor, das sie geradewegs in die Kathedrale von Sacré-Cœur in Paris führt.
Perenelle Flamel, die gefangen wurde, wird nach einigen vergeblichen Fluchtversuchen auf die Insel Alcatraz gebracht, wo sie von einer Sphinx bewacht wird.

## Figuren

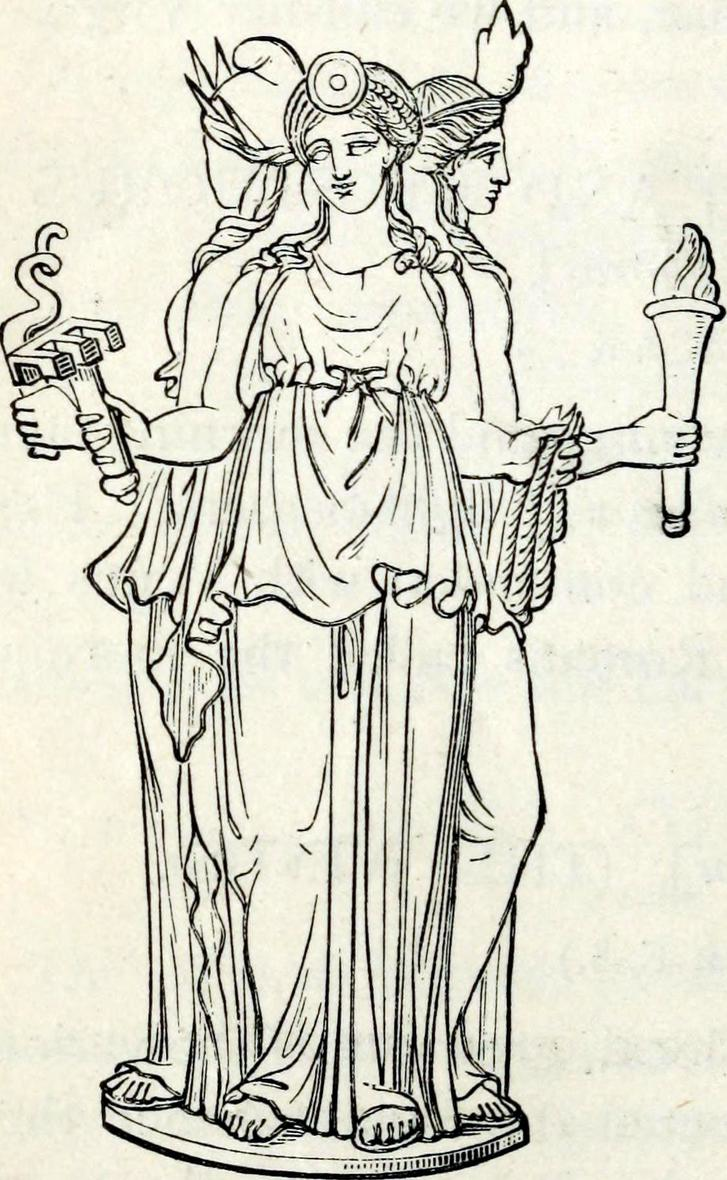
Die dreigesichtige Göttin Hekate

Michael Scott verwendet fast ausschließlich Figuren, die aus der Geschichte oder Mythologie bekannt sind. Zum Großteil sind deren bekannte Eigenschaften und Merkmale der jeweiligen Vorlage getreu übernommen worden; Abweichungen davon sind im Folgenden aufgeführt.
- Die Zwillinge (Josh und Sophie Newman): Sie wurden am 21. Dezember 1991 geboren (Sophie 28 Sekunden vor ihrem Bruder) und wuchsen in New York auf. Beide sind blond und können Taekwondo und Karate. Da die Eltern (Sara und Richard) Archäologen und damit häufig auf Reisen sind, wechselt die Familie oft den Wohnort und die Zwillinge sind meist allein. Am Anfang der Geschichte befinden sich die Eltern bei Ausgrabungen in Utah und die Zwillinge wohnen in San Francisco bei ihrer Tante Agnes.
- Nick Fleming (Nicholas Flamel): Er ist Buchhändler in San Francisco und in Wirklichkeit der berühmte Alchemist Nicholas Flamel, der das Geheimnis des ewigen Lebens entdeckt hat.
- Perry Fleming (Perenelle Flamel): Sie ist Flemings Frau und in Wirklichkeit die Zauberin Perenelle Flamel, die wie ihr Mann Unsterblichkeit erlangt hat. Sie ist die siebte Tochter einer siebten Tochter und kann deshalb mit Geistern sprechen. Im Gegensatz zu ihrem Mann befasste sie sich viel mit Magie.
- Dr. John Dee: Er ist ein weiterer Unsterblicher, der auf der Seite der Dunklen Älteren steht und dessen Gebieter einer der mächtigsten Älteren ist. Er trat die Nachfolge von Roger Bacon an, der bei der Jagd auf Flamel versagt hatte. Einst war er ein Schüler Flamels, er wurde von diesem aber fortgejagt, nachdem er versucht hatte, den Codex zu stehlen.
- Scathach: Sie wird von Flamel zum Schutz der Zwillinge angeworben. Sie stammt, wie ihre Zwillingsschwester Aoife, aus der Zweiten Generation. Sie hat 2517 Jahre in der Menschenwelt gelebt und wird auch als die Schattenhafte, Kriegerprinzessin, Dämonenschlächterin und Königsmacherin bezeichnet. Sie stammt aus einem Vampirclan, trinkt aber kein Blut und ist Vegetarierin.
- Hekate: Die Erstgewesene lebt in einem Schattenreich in Kalifornien und ist mit dem Weltenbaum Yggdrasil verbunden, in dem sie auch wohnt. Sie kann magische Kräfte erwecken und ist mit Scathach verfeindet. Als John Dee Yggdrasil mit dem Schwert Excalibur vereist, stirbt sie mit ihrem Baum und zwei anderen Schattenreichen.
- Morrigan: Die Krähengöttin stammt aus der Zweiten Generation und verführte John Dee einst, Flamel den Codex zu stehlen. Sie hat ihre zwei Schwestern Badb und Macha aufgefressen, sodass sie in ihrem Körper weiterleben, aber nicht freikommen können. Ihren Wohnort hat sie in einem Horst auf dem San Bernardino.
- Bastet: Die ägyptische Katzengöttin lebt in einer unterirdischen ägyptischen Grabkammer in Los Angeles. Sie ist die Tante der Morrigan und beherrscht alle Katzen.
- Dora Witcherly (Hexe von Endor): Sie besitzt einen Laden in Ojaj (USA). Sie ist in Wirklichkeit die Hexe von Endor und eine Erstgewesene. Wie sich herausstellt, ist sie die Großmutter von Scathach, die ihr aber nicht sehr freundlich gesinnt ist, da die Hexe sie einst mit Nebukadnezar verheiraten wollte. Weil sie ihr Augenlicht für die Gabe der Wahrsagerei geopfert hat, ist sie blind.

## Veröffentlichungsgeschichte
Das Buch wurde im Original mit einer Startauflage von 250.000 Exemplaren veröffentlicht.
Im Rahmen der Aktion Summer of the Sorceress („Sommer der Zauberin“) war das Buch ab dem 25. April 2009 drei Tage lang gratis im Internet verfügbar. Damit sollte die Veröffentlichung von Band drei, The Sorceress, beworben werden. Die Website GaiaOnline, die im Auftrag von Random House den Download anbot, verzeichnete in diesem Zeitraum 6,4 Millionen Seitenaufrufe; das Gratis-E-Book wurde 13.000-mal heruntergeladen. Vom 28. April bis zum 8. Mai wurde das Buch zudem von 14 Händlern zum Download angeboten. Linda Leonard von der Marketing-Abteilung von Random House erklärte, mit dieser Aktion solle die Buchserie noch mehr in die öffentliche Aufmerksamkeit gerückt werden. Leser des ersten Bandes würden auch die Folgebände lesen wollen.
Der Weltbildverlag veröffentlichte 2009 eine limitierte Taschenbuchedition der deutschen Ausgabe mit stark verändertem Titelbild (gestaltet durch Jarzina Kommunikations-Design Holzkirchen und Bridgeman Art Library Berlin). Erst ein Jahr später erschien das Taschenbuch auch bei cbj.
Im Original wurde das Buch am 28. November 2010 (dem Geburtstag von Nicholas Flamel sowie Michael Scott) zusammen mit den Folgebänden Der dunkle Magier und Die mächtige Zauberin im Schuber unter dem Titel The First Codex („Der erste Codex“) neu herausgegeben. Dabei handelt es sich um die Taschenbuchausgaben.

## Rezeption

### Kritiken
Die Welt am Sonntag nannte den Auftakt „vielversprechend“ und hob ebenfalls die „mannigfachen Verweise auf alte Mythen und Legenden“ und das „atemberaubende Tempo“ hervor. Die Serie wurde als Harry-Potter-Nachfolger betrachtet, die im Vergleich fehlende „liebenswert-kuschelige Internatsatmosphäre“ werde durch Scotts Humor ausgeglichen.
Sabine Dillner schrieb im Bulletin Jugend & Literatur, das Buch sei ein Fantasythriller, dessen Erzählweise an „actiongeladene Computerspiele“ erinnere. Die „spektakuläre Geschichte“ sei „temporeich und durchaus nicht zimperlich“ und ziehe sowohl jugendliche als auch erwachsene Leser in ihren Bann. Die Handlung sei spannend und atmosphärisch dicht und befriedige „die Erwartungen auch ausgebuffter Fantasyleser“. Der Roman hebe sich dadurch aus der „Masse ähnlicher Literatur“ hervor, dass nahezu alle Figuren aus Mythologie oder Geschichte bekannt seien, was „Aha-Effekte“ garantiere und zu eigenem Nachschlagen anrege.
Für Lars Schiele vom Nautilus-Magazin ist das Buch „ein spannender Roman über den Einbruch der Magie in die USA der Gegenwart“ mit „dramatisch[er]“ Handlung. Der Hintergrund baue „auf historisch sauberen Beobachtungen und Recherchen auf“. Lediglich die Charakterführung sei „manchmal sehr geradlinig“, dennoch sei die „Versuchung von Zwilling Josh durch den bösen Magier John Dee“ eine „äußerst spannende Szene“.
Kirkus Reviews fand, das Nebeneinander von unserer Realität und der Magie und den Mythen sei fesselnd, wenn man eine kleine Panne im Design übersehe. Die Geschichte habe ein atemberaubendes Tempo, mit wilden Konfrontationen dazwischen. Am Ende der berauschenden Reise werde klar, dass das Ende erst der Anfang sei.
Sue Giffard nannte das Buch im School Library Journal „fesselnde Fantasy“ und „eine fabelhafte Lektüre“ und zeichnete es mit einem Stern aus. Scott erschaffe ein gigantisches Gemälde und verpasse dem altbekannten Thema von der Rettung der Welt vor den Kräften des Bösen einen frischen Anstrich, indem er alte Mythen und Legenden perfekt in die Gegenwart versetze. Selbst in den packendsten Actionszenen behalte Scott die Feinheiten der Figuren und Dialoge im Auge und liefere bestechende Schilderungen von Personen, mythischen Wesen und Orten. Das Buch habe genügend Anlagen, die Leser schnellstens zu ihren Lexika zu schicken; beim einfachen Lesen hingegen werde man sofort in die fesselnde Geschichte verstrickt. Ryan Henry rezensierte im School Library Journal das Hörbuch. Er meinte, die Geschichte werde großen Anklang bei Fans der Fantasy-Literatur und bei Mittelalter-Fans finden, und enthalte auch genug Action, um zurückhaltende Leser zu interessieren. Einige Bezüge auf Populärkultur würden sie aktuell halten.
Auch Publishers Weekly hob die umfassenden Kenntnisse des Autors in der weltweiten Mythologie und die „halsbrecherische Geschwindigkeit“ hervor. Der Cliffhanger am Schluss steigere die Erwartungen auf den Folgeband.
Frances Bradburn nannte das Buch im Magazin Booklist „berauschende Fantasy“. Scott lege einen typischen Fantasyroman vor, in dem er an die Mythologie anknüpfe und sie fortspinne, ohne damit Einheit und Schwung der aufregenden Handlung zu beeinträchtigen. Der Text und der Handlungsverlauf hätten einen auffälligen Stil, der Leser an die Stuhlkanten rücken ließe, während sie auf die letzte Seite zueilten und dabei die lebendigen Beschreibung des Autors von Welten und Geschehnissen genießen würden. Leser würden aktiv nach den guten Figuren stöbern, wenn sie denn herausfänden, wer diese seien.
Lee Gordon stufte das Buch im Magazin Library Media Connection als „empfehlenswert“ ein; es gebe nie einen langweiligen Moment und die mythologischen Verweise würden vom Leser Eigenrecherche fordern. Bei Harry-Potter-Fans werde es (wie die Folgebände) Anklang finden. Im Magazin Booklinks wurde das Buch zum Vorlesen empfohlen; die Auswahlkriterien waren „fließender Text, einnehmende Geschichte und Anklang bei einer gemischten Gruppe von jungen Zuhörern“ sowie „undurchschaubare Geheimnisse“.

### Nominierungen und Auszeichnungen
Das Buch war für acht Preise nominiert, von denen es nur den Rhode Island Teen Book Award gewann.
- Irish Book of the Year – 2008[18]
- Kentucky Bluegrass Book Award[19]
- Rhode Island Teen Book Award – 2008 (Preisträger)[20]
- Bisto Book of the Year Award – 2007/2008[21]
- CBI Shadowing Award – 2008 (Platz 2 ex aequo mit Der Junge, der sich in Luft auflöste von Siobhan Dowd)[22]
- Maine Student Book Award – 2008/2009 (Platz 10)[23]
- Nevada Young Readers’ Award – 2009[24]
- NCSLMA YA Book Award – 2009/2010[25]

### Platzierungen
Das Buch erreichte auf der Spiegel-Bestsellerliste Platz 38 (Hardcover/Belletristik) bzw. Platz 13 (Jugendbücher). In der Jugendbuch-Bestsellerliste der New York Times erreichte die Originalausgabe Platz 2.

### Verfilmung

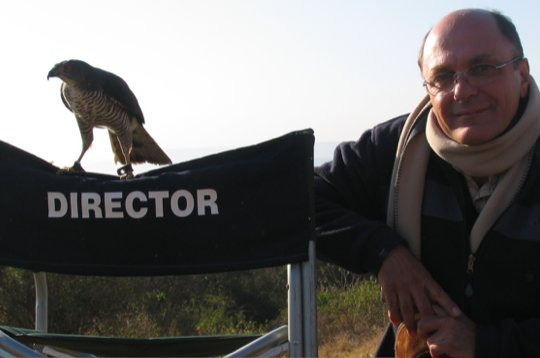
Mario Andreacchio hat die Filmrechte für AMPCO Films erworben

Ursprünglich hatte Mark Burnett die Filmrechte für New Line Cinema erworben (bereits vor Erscheinen des Buches), als Drehbuchschreiber war Eric Bress vorgesehen. Toby Emerich und Mark Ordesky (ebenfalls New Line Cinema) hatten die Serie auch in Betracht gezogen. Im November 2009 wurde bekannt, dass die Filmrechte an Lorenzo di Bonaventura übergegangen sind. Michael Scott und Barry Krost waren als Executive Producer vorgesehen.
Am 14. März 2012 wurde bekannt gegeben, dass als Konsultant für die internationalen Koproduktionen Lawless Entertainment aus Los Angeles beauftragt wurde. Am 20. Juni wurde bekannt, dass AMPCO Films aus Australien die Filmrechte durch Vermittlung von Lawless Entertainment gekauft hat. Als Produzenten wurden Mario Andreacchio und Konstantin Thoeren genannt, zu den Executive Producers gesellte sich Stefan Brunner. Das Drehbuch schreibt Michael Scott selbst; mit der Produktion sollte im Februar 2013 in Australien und Neuseeland begonnen werden. Der Titel wurde gegenüber dem Buch leicht abgeändert und lautet The Alchemyst: Secrets of Nicholas Flamel. Sei der erste Film erfolgreich genug, würden noch fünf weitere folgen; Unterstützung bei der Finanzierung liefere Produzent Greg Coote. Die Besetzung werde sowohl australische als auch internationale Schauspieler umfassen.

## Buchausgaben
- Michael Scott: The Secrets of the Immortal Nicholas Flamel – The Alchemyst. Delacorte Press, New York 2007, ISBN 978-0-385-73357-1 (amerikanisches Englisch).
- Michael Scott: Die Geheimnisse des Nicholas Flamel – Der unsterbliche Alchemyst. cbj, München 2008, ISBN 978-3-570-13377-4 (amerikanisches Englisch: The Secrets of the Immortal Nicholas Flamel – The Alchemyst. Übersetzt von Ursula Höfker, gebundene Ausgabe).
- Michael Scott: Die Geheimnisse des Nicholas Flamel – Der unsterbliche Alchemyst. cbj, München 2010, ISBN 978-3-570-40000-5 (amerikanisches Englisch: The Secrets of the Immortal Nicholas Flamel – The Alchemyst. Übersetzt von Ursula Höfker, Taschenbuchausgabe).

## Hörbuch
Das Hörbuch erschien am 28. Januar 2008 bei cbj audio. Sprecher ist Andreas Fröhlich, es handelt sich um eine gekürzte Lesung von ca. 420 Minuten.
Das englische Hörbuch ist ungekürzt und wird von Denis O’Hare gelesen. Es erschien am 22. Mai 2007 bei Listening Library. Ryan Henry meinte im School Library Journal, O’Hare wechsle gekonnt zwischen exotischen Akzenten und vermittle Dringlichkeit in den vielen Actionszenen. Lolly Gepson merkte im Magazin Booklist an, der Erzähler erschaffe durch die charakteristischen Stimmen der Figuren eine „erschreckende Welt mit gelegentlichen Einflechtungen von Humor“ und liefere so eine „vielfältige Leistung“.

## Belege
1. ↑  Michael Scott: Titelfiguren der Bände 1–3. In: Flamel’s Secret Forum. 30. Juni 2010, abgerufen am 7. Juni 2012.
2. ↑  Michael Scott: Warum AlchemYst? In: Flamel’s Secret Forum. 20. Januar 2009, abgerufen am 27. Januar 2016.
3. ↑  Cecilia Goodnow: The Write Formula – The Alchemyst Could Be the Start of Something Harry Big in Young-Adult Fantasy. In: The Seattle Post-Intelligencer. 11. Juni 2007 (Onlineartikel [abgerufen am 7. Februar 2014]).
4. ↑  Shannon Maughan: ‘The Sorceress’ Heats Up with Marketing Muscle. Publishers Weekly, 30. April 2009, ehemals im Original (nicht mehr online verfügbar); abgerufen am 14. September 2012. (Seite nicht mehr abrufbar. Suche in Webarchiven)  Info: Der Link wurde automatisch als defekt markiert. Bitte prüfe den Link gemäß Anleitung und entferne dann diesen Hinweis.
5. ↑  Michael Scott: Die Geheimnisse des Nicholas Flamel – Der unsterbliche Alchemyst. Weltbild, Augsburg 2009, ISBN 978-3-8289-9393-8 (amerikanisches Englisch: The Secrets of the Immortal Nicholas Flamel – The Alchemyst. Übersetzt von Ursula Höfker).
6. ↑  The First Codex. Random House, abgerufen am 11. Januar 2013.
7. ↑  Michael Scott: The Secrets of the Immortal Nicholas Flamel – The First Codex. Delacorte Press, New York 2010, ISBN 978-0-375-87311-9.
8. ↑  Die Alchemie stimmt – ist Josh der neue Harry Potter? In: Welt am Sonntag. 9. März 2008 (online [abgerufen am 12. November 2012]).
9. ↑  Sabine Dillner: Besucher aus der Vergangenheit. In: Bulletin Jugend & Literatur. Juni 2008, ISSN 0045-351X, S. 16.
10. ↑  Lars Schiele: Die Geheimnisse des Nicholas Flamel: Der Stein der Weisen. In: Nautilus. Nr. 49, April 2008, ISSN 0946-3534, S. 27–28.
11. ↑  The Alchemyst: The Secrets of the Immortal Nicholas Flamel. In: Kirkus Reviews. Vol. 75, Nr. 9, 1. Mai 2007, ISSN 1948-7428, S. 456 (online [abgerufen am 12. November 2012]).
12. ↑  Sue Giffard: The Alchemyst: The Secrets of the Immortal Nicholas Flamel. In: School Library Journal. Vol. 53, Nr. 5, Mai 2007, ISSN 0362-8930, S. 142–144 (online [abgerufen am 26. Oktober 2012]).
13. 1 2  Ryan Henry: The Alchemyst: The Secrets of the Immortal Nicholas Flamel. In: School Library Journal. Vol. 53, Nr. 9, September 2007, ISSN 0362-8930, S. 72.
14. ↑  The Alchemyst: The Secrets of the Immortal Nicholas Flamel. In: Publishers Weekly. Vol. 254, Nr. 10, 3. Mai 2007, ISSN 0000-0019, S. 61 (online [abgerufen am 26. Oktober 2012]).
15. ↑  Frances Bradburn: The Alchemyst: The Secrets of the Immortal Nicholas Flamel. In: Booklist. Vol. 103, Nr. 17, 1. Mai 2007, ISSN 0006-7385, S. 86–90.
16. ↑  Lee Gordon: The Alchemyst: The Secrets of the Immortal Nicholas Flamel. In: Library Media Connection. Vol. 26, Nr. 2, Oktober 2007, ISSN 1542-4715, S. 75.
17. ↑  Rob Reid: Reid-Aloud Alert: Solving Secrets. In: Booklinks. Vol. 18, Nr. 3, Januar 2009, ISSN 1055-4742, S. 54–55.
18. ↑  Book Award Shortlist. RTE.ie, 27. März 2008, abgerufen am 27. November 2009 (englisch).
19. ↑  2009 Master List @ The Kentucky Bluegrass Award. K.B.A, archiviert vom Original am 15. Dezember 2009; abgerufen am 27. November 2009 (englisch).
20. ↑  2009 RI Teen Book Award Winner - Press Release. (PDF; 851 kB) R.I.T.B.A, 17. März 2009, archiviert vom Original am 8. Januar 2010; abgerufen am 27. November 2009 (englisch).
21. ↑  Bisto Children’s Book of the Year Award Winners and Shortlist 2007/2008 Cycle. Children’s Books Ireland, archiviert vom Original (nicht mehr online verfügbar) am 24. Februar 2015; abgerufen am 18. Januar 2016 (englisch).
22. ↑  CBI Shadowing Awards 2008. Children’s Books Ireland, archiviert vom Original am 26. April 2010; abgerufen am 30. Dezember 2012 (englisch).
23. ↑  Maine Student Book Award 2008-2009. MSBA, archiviert vom Original am 15. August 2011; abgerufen am 16. Juni 2011 (englisch).
24. ↑  Nevada Library Association - Nevada Young Readers’ Award 2009. NYRA, archiviert vom Original am 29. März 2010; abgerufen am 27. November 2009 (englisch).
25. ↑  NCSLMA YA BOOK AWARD 2010. NCSLMA, archiviert vom Original am 23. Januar 2016; abgerufen am 19. Juni 2012 (englisch).
26. ↑  Buch auf der Buchreport-Bestsellerliste. Archiviert vom Original am 9. März 2014; abgerufen am 25. März 2012.
27. ↑   Jugendbuch-Bestsellerliste, New York Times, 26. August 2007. Abgerufen am 10. August 2012 (englisch).
28. ↑  Eric Bress Penning The Alchemyst. Comingsoon.net, abgerufen am 4. April 2015 (englisch).
29. ↑  Band 1. Dillonscott.com, abgerufen am 4. April 2015.
30. ↑  Dave McNary: DiBonaventura sets up ‘Secret’; Company to produce ‘Nicholas Flamel’ series. Variety.com, 18. November 2009, abgerufen am 4. April 2015 (englisch).
31. ↑  Lawless Entertainment Appointed Worldwide Co-Production Consultants on Michael Scott’s THE SECRETS OF THE IMMORTAL NICHOLAS FLAMEL Series. Lawless Entertainment, 14. März 2012, abgerufen am 4. April 2015 (englisch).
32. ↑  Pressemitteilung. (PDF; 421 kB) AMPCO Films, 20. Juni 2012, abgerufen am 4. April 2015.
33. ↑  Michael Scott: Ankündigung des Films. Flamel’s Secret Forum, 20. Juni 2012, abgerufen am 4. April 2015.
34. ↑  Filmposter. (JPG) AMPCO Films, archiviert vom Original (nicht mehr online verfügbar) am 30. November 2015; abgerufen am 4. April 2015.
35. ↑  Penelope Debelle: Filmmaker Mario Andreacchio believes he’s found the formula for success. In: The Advertiser. 21. September 2013 (online [abgerufen am 4. April 2015]).
36. ↑  Hörbuch im Online-Katalog des Verlags. cbj audio, abgerufen am 14. September 2012.
37. ↑  Englisches Hörbuch. Random House Audio, abgerufen am 14. September 2012 (englisch).
38. ↑  Lolly Gepson: The Alchemyst: The Secrets of the Immortal Nicholas Flamel. In: Booklist. Band 104, Nr. 1, 1. September 2007, ISSN 0006-7385, S. 139.